# 中村公園豊頌軒
中村公園豊頌軒（なかむらこうえん ほうしょうけん）は、名古屋市中村区の中村公園内にある登録有形文化財。

## 概要
中村公園はもともと豊臣秀吉のゆかりの地として知られる場所を記念した公園であり、1947年（昭和22年）が秀吉三百五十年祭の節目に当たることから、茶を好んだ秀吉の記念事業としては茶室を設えることをおいて他にないとして計画が発議された。
茶室の新設ではなく、移築が可能になったのはほぼ同時期に県内に茶室の移築保存計画が生じていたことによる。同県中島郡祖父江町（後に稲沢市祖父江町）の素封家渡辺家の屋敷内に明治初期に松林庵として作られた茶室があり、豊国神社献茶会理事であった小林宗吉を中心とした茶室建造会の尽力と資金協力により10年がかりで移築が実現した。
中村公園は名古屋市の公園であることから、1956年（昭和31年）9月28日付けで豊国神社信徒総代から当時の小林橘川市長に茶室の建築申請が行われた。申請は同年10月9日の竣工後に市への寄付を行うことを条件に認められた。
翌1957年（昭和32年）に移築はなされたものの、許可の条件であった寄付は行われなかった。実際には、1982年（昭和57年）4月26日をもって豊国神社献茶会長より寄付の申し出があり、同年5月27日本山政雄市長が承諾した。
市への寄付が行われた時点で既に老朽化していたため、1985年（昭和60年）3月に全面的に改修している。
2017年（平成29年）6月28日、国登録有形文化財として登録された。

### WEB
1. 1 2 3 4  “中村公園豊頌軒”. 国指定文化財等データベース.   文化庁. 2024年9月19日閲覧。

### 書籍
1. ↑  浅井正明 1985, p. 5.
2. 1 2 3 4 5  浅井正明 1985, p. 145.
3. 1 2 3  浅井正明 1985, p. 146.